# Бадья (приток Нема)
Бадья — река в России, течёт по территории Усть-Куломского района Республики Коми. Устье реки находится в 28 км по правому берегу реки Нем. Длина реки — 16 км.

## Данные водного реестра
По данным государственного водного реестра России относится к Двинско-Печорскому бассейновому округу, водохозяйственный участок реки — Вычегда от истока до города Сыктывкар, речной подбассейн реки — Вычегда. Речной бассейн реки — Северная Двина.
Код водного объекта в государственном водном реестре — 03020200112103000015050.